# 亜細亜大学硬式野球部
亜細亜大学硬式野球部（あじあだいがくこうしきやきゅうぶ、英: Asia University Baseball Club）は、東都大学野球連盟に所属する大学野球チーム。亜細亜大学の学生によって構成されている。ユニフォームは縦縞に「ASIA」、帽子は「A」と「U」の組み文字。

## 創部
- 1958年（昭和33年）

## 歴史
1959年9月、東都大学リーグの準加盟リーグ（後の4部リーグ戦）に加盟し、同年秋の準加盟リーグ戦は日本体育大に次ぐ2位となる。翌1960年春、準加盟1部リーグ戦で優勝し、入替戦で東京教育大を下し東都大学リーグ3部昇格。同年秋の3部リーグ戦は成蹊大に次ぐ2位。翌1961年、生原昭宏（早大OB）が監督就任。同年春の3部リーグ戦は4位だったが秋に優勝し、入替戦で成蹊大を下し翌1962年春に2部昇格。
1964年春、入替戦で国学院大を下し同年秋に1部昇格。以降、1994年秋まで降格することなく1部に定着した。
1966年秋、矢野祐弘監督（立大中退）が率いて2年目、最上級生の主将岩本紘一や東山親雄捕手、2年下のエース森永悦弘と西尾敏征両投手（共に通算17勝9敗、69年卒）、東都の元本塁打記録20本保持者大橋穣や内田俊雄（のち亜大監督）らを擁して、東都大学リーグ初優勝を飾る。翌1967年秋に2回目のリーグ優勝を果たす。
1971年春、山本和行投手（通算33勝〈亜大歴代3位〉26敗、72年卒）を擁して3回目のリーグ優勝を果たした。続く全日本大学選手権（第20回大会）に初出場し、準決勝で前年優勝校の中京大を8-2、決勝で横山晴久と3年池田信夫両投手擁する法政大を7-4で下し選手権初制覇。同年秋はリーグ戦4位ながら第2回明治神宮野球大会に招待され、萩野友康と長谷部優両3年生投手擁する慶応大と、4年川端理史投手擁する東海大両校を1-0の完封で下し勝ち上がり、秋季リーグ優勝の鈴木博識投手らを擁する日本大との春秋の東都優勝チーム同士の決勝戦となったが1-3で敗れ準優勝に終わった。1970年代は駒沢大が無双ぶりを発揮し、中央大が強くさらに東洋大が躍進しはじめるなか、主戦小林達也（通算20勝15敗、76年卒）や黒紙義弘（通算12勝11敗、77年卒）と竹桝和也（77年卒）、1年下の矢野隆司（通算10勝17敗、78年卒）と高橋周司（通算11勝6敗、78年卒）らの投手陣、主軸に古屋英夫らを擁するも、亜細亜大はなかなかリーグ上位を窺うことができなかった。
1978年、矢野祐弘が総監督になり、OBの内田俊雄が監督就任。小松義昌（12勝16敗、80年卒）や宮本賢治（通算35勝〈下記東浜巨と同数の亜大歴代1位〉18敗、82年卒）らの投手陣が活躍し、翌翌1980年秋に3年宮本投手や4年大石大二郎らを擁してリーグ優勝。翌1981年春も宮本投手の力投でリーグ戦連覇を果たした。80年秋の第11回明治神宮野球大会では準決勝で関東学院大を4-1、決勝で石田富士男と白武佳久両3年生投手擁する日本体育大に2-4で敗れ準優勝。81年春の第30回全日本大学野球選手権大会では準決勝で近畿大に2-10で大敗した。この1980年代は駒大が依然強いなか、東洋大が強くさらに80年代半ばからは青山学院大が躍進しはじめた。亜大もこの時期、駒大・東洋大と共に3強の一角に数え上げられ、1984年春に3年三原昇（通算15勝11敗、86年卒）や2年阿波野秀幸（通算32勝18敗、87年卒）両投手、3年生の4番古川慎一らを擁して優勝。続く第33回全日本大学野球選手権大会準決勝で近畿大を2-0、決勝で3年西川佳明と秦真司のバッテリー擁する法政大戦では法政2年山本貴にサヨナラ本塁打を喫し3-×6（延長11回）で敗れ準優勝。それ以降も、共に武相高出身の1番鈴木慶裕と3番パンチ佐藤、4番古川の強力打線に、下級生北口正光や中本浩、生田勉捕手（のち亜大監督。3人共に89年卒）らが加わり、エース阿波野のほか与田剛（通算1勝、88年卒）や森昌彦（通算1勝、88年卒）、弓長起浩（通算3勝3敗、90年卒）らの投手陣を擁しつつもリーグ戦でなかなか勝ちきれなかった。
1990年、エース小池秀郎（通算28勝14敗）、高津臣吾（通算11勝15敗）、川尻哲郎（通算4勝1敗）ら3枚看板投手と長谷川義法の4年生バッテリーと、4年生の中村孝志、松尾幸典、斉藤一也、1年森田剛史らの打撃陣を擁して、3年若田部健一投手ら駒沢・2年木村龍治投手ら青学・4年岡林洋一投手ら専修・2年和田孝志投手ら東洋・3年落合英二投手ら日大といった強力な相手5校を振り切りリーグ戦を春秋連覇。続く第39回全日本大学野球選手権大会準々決勝で4年水尾嘉孝投手の福井工業大を3-2、準決勝で創価大を3-0、決勝で準々の早稲田大戦を1安打完封で勝ち上がってきた小坂勝仁投手と矢野燿大のバッテリーらを擁する東北福祉大を、3番松尾・4番斉藤の連続本塁打で挙げた2点を小池の力投により守り切り2-1で下し優勝。同年秋の第21回明治神宮野球大会では準決勝で、エース杉浦正則や3年生片岡篤史擁する同志社大に小池温存高津先発により3-4で惜敗した。1990年代以降、入来祐作投手（通算23勝21敗、95年卒）、沖原佳典、部坂俊之投手（通算14勝10敗、97年卒）、中野栄一捕手らが活躍した。入来らが最上級生だった1994年秋の入替戦で4年西口文也投手擁する立正大に敗れ、64年秋に1部昇格以来初の2部への降格を経験したが、翌1995年春に3年生部坂らが活躍し入替戦で国士舘大を下し同年秋に1部に復帰。続く90年代半ば以降、飯塚智広や井端弘和（ともに98年卒）、1学年下の赤星憲広や豊田浩之捕手（ともに99年卒）ら小柄で俊足巧打攻守の内外野陣や2学年下の大型の松本奉文らの打撃陣、佐藤宏志（通算23勝12敗）と中須賀諭（通算10勝9敗）両投手（3人ともに00年卒）、松井光介（通算10勝6敗）と吉川昌宏（通算9勝2敗）両投手（ともに01年卒）、藤谷大樹（02年卒）、松井吉川の2学年下の木佐貫洋投手（通算12勝8敗）、小山良男捕手や佐々木正詞（3人ともに03年卒）らが在籍した。この90年代半ば以降、駒大や東洋大などを尻目に、青学大とリーグの覇のみならず全国大会優勝の覇を競った。
1996年、4年生エース部坂投手らを擁して第27回明治神宮野球大会初戦2回戦で新興東亜大に0-1で敗退。翌1997年、4年生エース小池俊児や2年佐藤宏志らの投手陣と4年安田真範のバッテリーを擁して第46回全日本大学選手権準々決勝で東農大生産学部に6-5（延長10回）で辛勝、準決勝で関東学院大を2-0で破り、決勝で清水章夫投手や3年二岡智宏擁する近畿大に0-2で敗れ準優勝。翌1998年、3年佐藤投手らを擁して第47回全日本大学選手権準々決勝で河端龍投手擁する龍谷大に3-5で敗退。同年秋、第29回明治神宮大会初戦2回戦で東亜大を6-4、準決勝で二岡らの近畿大を7-1、決勝で東北福祉を2-1で下し優勝。翌翌2000年、4年の松井と吉川、2年木佐貫洋らの投手陣を擁して第49回全日本大学選手権準々決勝で青森大を5-4、準決勝で4年山村路直と2年新垣渚両投手擁する九州共立大を2-0（延長10回）、決勝の東北福祉戦では8回に福祉4年吉見祐治投手から4番打者の3年藤谷大樹が中前打で出塁、5番打者の2年小山良男が逆転ツーランを放ち5-4で制し優勝。同選手権で2番打者の4年米山学が1試合最多犠打4本、3番打者の4年佐々木健悟が1試合最多7打点、4番打者の3年藤谷大樹が7打席連続安打の大会記録をそれぞれマークした。
翌翌2002年、第51回全日本大学選手権準々決勝で東北福祉を10-0（6回コールド）、準決勝で九州共立を3-0、決勝で木佐貫と同期4年和田毅投手擁する早稲田大を2x-1で下し優勝。同年秋、第33回明治神宮大会準決勝で九州国際大を1-0、決勝で早大を破り勝ち上がってきた東北福祉を5-3で下し優勝。木佐貫洋と永川勝浩（通算5勝4敗）両投手卒業後の翌2003年、反頭一臣と片山純一両投手や川本良平捕手ら3年生、2年松田宣浩らを擁して、第52回全日本大学選手権準々決勝で2年竹林俊行投手擁する東亜大を6-4、準決勝で4年馬原孝浩投手擁する九州共立を5-2で破り、決勝で早大・東北福祉を破り勝ち上がってきた日本文理大の4年吉川輝昭ら7人の投手リレーの前に3-×4で敗れ準優勝に終わった。同年秋は3年山岸穣投手らの青学大がリーグ優勝。翌2004年は春は日大、秋は中大がリーグ優勝した。
この26年間にわたる内田俊雄監督の下で、13回のリーグ優勝、全日本大学野球選手権大会で3度の優勝、明治神宮野球大会で2度の優勝という黄金期を迎えた。この期間に東都大学野球連盟を代表する強豪となり、リーグ全体のレベルアップに貢献した。特にエース木佐貫洋と永川勝浩両4年生投手や1年生松田宣浩らが活躍した2002年は、春・秋リーグ戦、春の全日本大学選手権大会、秋の明治神宮大会も制覇してのグランドスラム（4冠）を達成した。
2004年、内田俊雄が総監督になり、OBの生田勉が監督就任。同04年秋季リーグ終了後に部員の不祥事が発覚し半年間の対外試合禁止処分をうけた。翌2005年春季リーグ戦を出場辞退し2部降格となるも同05年秋、入替戦で中央大を下し1部に復帰。以降も勢い衰えず翌2006年、4年の主戦糸数敬作（通算8勝6敗、07年卒）のほか、2年岩見優輝（通算9勝7敗、09年卒）や鶴川将吾（通算8勝2敗、09年卒）らの投手陣、長打の2年岩本貴裕（通算16本塁打）や1年中田亮二（通算9本塁打）らの打撃陣を擁して秋季リーグ戦優勝。続く第37回明治神宮大会準決勝で2年西村憲投手らの九州産業大を4-2、決勝で宮本賢と大谷智久両投手擁する早稲田大を5-2で下し優勝。
2011年、3年生エース東浜巨（通算35勝〈宮本賢治と並び亜大歴代1位〉19敗、13年卒）と2年嶺井博希の沖縄尚学高出身バッテリーらを擁して第42回明治神宮大会初戦2回戦で愛知学院大（明大に敗れ準優勝）に0-1で敗退。翌2012年、第61回全日本大学選手権ではエース東浜や飯田哲矢ら4年生投手のほか、3年九里亜蓮や2年山崎康晃らの投手陣を擁して2回戦・準々は東浜が完投。準決勝は九里先発で龍谷大を4-2で破り、決勝は東浜先発で1年吉永健太朗投手擁する早稲田大に0-4で敗れ準優勝。同年秋、第43回明治神宮大会準決勝で優勝した桐蔭横浜大（法大を下し優勝）に敗退。翌2013年、第62回全日本大学選手権準決勝で東北福祉を下した日体大を6-3、決勝で明治大を破り勝ち上がってきた上武大に5-6で敗れ準優勝。同選手権で3年長曽我部竜也が第59回大会の伊志嶺翔大（東海大4年）に並ぶ最多四死球7個の大会記録をマーク。同年秋、第44回明治神宮大会準決勝で桐蔭横浜大を5-1、決勝で明治大を2-1で下し優勝。翌2014年春、リーグ戦6連覇を達成。続く第63回全日本大学選手権2回戦で2年田中正義投手の創価大に2-3で敗退。
戦後の東都初となるリーグ戦4連覇・5連覇を達成した東洋大の記録（2007春 - 09年春）を更新し、2011年秋から14年春にかけて亜大が6連覇を遂げ、戦前に専修大が記録した同記録（1939春 - 1941秋）に並んだ。この記録を担った東浜巨や飯田哲矢、彼らの1年下の九里亜蓮、2年下の山﨑康晃や大下佑馬らの投手陣、打撃陣では東浜と同期の高田知季、彼らの1年下の嶺井博希捕手、3年下の藤岡裕大や板山祐太郎、4年下の宗接唯人捕手はじめ大学球界では明治大に次ぐ最多レベルの現役プロ野球選手を輩出している（2024年現在）。
2015年秋、第46回明治神宮大会では藤岡や板山、北村祥治、丸山高明、遠藤雅洋ら4年生、宗接捕手や水本弦、木浪聖也ら3年生の打撃陣と、4年石塚賢次や花城直、2年嘉陽宗一郎ら投手陣の継投で、2回戦の立命館大を2-1、準決勝で中川皓太投手擁する東海大を4-3、決勝で2年大竹耕太郎投手擁する早稲田大を2-1（延長14回）で下し優勝。翌2016年、第65回全日本大学選手権準々決勝で優勝した中京学院大に1-5で敗退。翌2017年春秋リーグ戦で東洋大が連覇し、嘉陽と髙橋遥人両投手や北村拓己ら4年生の投打を擁する亜大は両季で2位につけた。翌2018年春季リーグ戦で甲斐野央・梅津晃大・上茶谷大河ら"東洋三羽烏"の4年生投手陣を擁して3連覇を目指す東洋大との試合で、中村稔弥と頓宮裕真の4年生バッテリーと上茶谷との3連投も敗れ、亜大は4位に終わった。
2020年秋、右肘術後間もないエース平内龍太と内間拓馬ら4年生、2年青山美夏人、岡留英貴と松本健吾の3年生らの投手陣、4年矢野雅哉や2年田中幹也らの野手陣を擁してリーグ優勝。しかし続く第51回明治神宮野球大会はコロナ禍で中止。翌翌2022年春、エース青山美夏人や松本晴らの投手陣と田中幹也ら4年生らの投打を擁して、国学院大の3連覇を阻みリーグ優勝。続く第71回全日本大学野球選手権大会では近大、名城大を下し準決勝で東日本国際大を3-1、決勝で上武大を7-1で下し優勝。同年秋、リーグ戦は国学院大が優勝、翌2023年は青学大の春秋連覇と続き、亜大は4・3・4位。同年6月、生田勉が体調不良のため監督を退任した。同年8月1日、OBの鈴木一央（98年卒）が監督就任。翌2024年1月1日付で八戸学院大監督を務めた正村公弘（東海大OB）が監督に就任した。

## エピソード
- 東浜巨が投げ始めたといわれる「亜大ツーシーム」と呼ばれる独自の変化球があり、亜大野球部（出身）の投手にのみ伝授されているといわれている。薮田和樹、山﨑康晃、九里亜蓮がこの球種を持っている[6]。
- 2010年より8月に釧路市民球場で夏季キャンプを行う。このキャンプに合わせる形で道内外から大学・社会人の硬式野球部、さらに巨人、福岡ソフトバンクの三軍といったプロのチームらが参加する交流試合「タンチョウリーグ」が同球場にて行われる[7]。
- 練習環境が非常にハードであることで知られ、よく「グラウンドで嘔吐は日常茶飯事」と言われる。井端弘和は「今は昔ほどじゃないって聞くけどね。でも大学の野球部で一番厳しいのは間違いない。つまり日本一厳しい」と太鼓判を押している[8]。OBの赤星憲広は「プロのレベルまで上りつめられたのは、技術的にも、精神的にも、亜細亜に行ったおかげだろう」、「いろいろなものを犠牲にしてまでも野球に打ち込んで、あの4年の間、地獄のような生活をしてきたからこそ、こうやって今がんばっていられるのは間違いない」と述べる一方、「あそこに入って野球を始めた日から終わる日まで、一回もよかったと思ったことはない」「もう1回、あの4年間をやるかと言われたら、絶対に無理」「何億とお金を積まれても無理」「もう思い出したくもない」[9]、練習が厳しいことを「もし知っていたら進学先に選んだかどうかははなはだ怪しい」と回顧している[10]。阿波野秀幸は「非常に厳しかったです。周囲に何もなくて野球をやるには絶好の環境でもありました。やめていく人も多かったのですが、自分の高校から初めての入学者だったので後輩の為と思って頑張り続けました。寮生活で下級生だった時は緊張の日々でした。厳しい練習の上に雑用が多く逃げ出したくなる理不尽な事も多かったです。1年生は同じ部屋の上級生の身の回りの事を全部やります。」[11]、高津臣吾は「大学はすごく環境が厳しかったです。100人ぐらい部員がいて、本当に練習させてもらえるのは30人とか40人。練習に参加するため、打撃投手をさせてもらうために、どうすればいいか。そんなところからスタートしました。1日に何百球と投げるので、その時は本当にしんどかったけれど、無理やり投げたことが実になりました。今はそんなことをしたら駄目ですけど、歯を食いしばってやって良かったなと、後になって思いました。大学でずっと投げ続けたことは無駄じゃなかったです。」[12]と述べている。
- 上記は1980年代半ばから90年代後半の環境であるが、2023年にも部の公式Twitter（現在X）アカウントで、「大雪の中、"やりがい"を行いました」と悪天候であろうと冬季に屋外の練習を敢行していることを報告している[13]。なお、2010年代のOBである山﨑康晃はこれに対し「色んな事言う人いると思うけど… 俺は目標に向かって、ここまで一生懸命出来るって素晴らしい事だと思う」とこの練習を肯定し、自身の在籍期間について「限られた時間の中でチームメイトと汗を流し、走り切った思い出は今でも僕の宝物です」と振り返っている[14]。

## 本拠地
- グランド・合宿所：〒190－0182 東京都西多摩郡日の出町平井1449-1
- 最寄駅：JR五日市線武蔵引田駅下車 徒歩約10分（北側）

## 記録
※ 2023年現在
- 1部リーグ戦 優勝27回（最近のリーグ優勝は2022年春季）、2部リーグ戦 優勝3回
- 全日本大学野球選手権大会 優勝5回
- 明治神宮野球大会・大学の部 優勝5回

## 主な出身者
※Category:亜細亜大学硬式野球部の選手を参照。

### プロ野球選手
- 東山親雄
- 大橋穣
- 渡辺弘基
- 加藤初（中退）
- 山本和行
- 長谷川勉
- 芦岡俊明
- 古屋英夫
- 大石大二郎
- 宮本賢治
- 田中力
- 中田良弘（中退）
- 阿部慶二（中退）
- 古川慎一
- 鈴木慶裕
- 阿波野秀幸
- 佐藤和弘
- 与田剛
- 弓長起浩
- 高津臣吾
- 川尻哲郎
- 小池秀郎
- 沖原佳典
- 大西崇之（中退）
- 入来祐作
- 養父鉄
- 部坂俊之
- 中野栄一
- 井端弘和
- 赤星憲広
- 塩屋大輔（中退）
- 藤本敦士（中退）
- 松本奉文
- 佐藤宏志
- 吉川昌宏
- 松井光介
- 久本祐一
- 木佐貫洋
- 小山良男
- 永川勝浩
- 川本良平
- 松田宣浩
- 糸数敬作
- 小杉陽太（中退）
- 河本ロバート
- 荒木治丞
- 岩見優輝
- 宮﨑祐樹
- 岩本貴裕
- 中田亮二
- 中原恵司
- 大山暁史
- 東浜巨
- 飯田哲矢
- 髙田知季
- 九里亜蓮
- 嶺井博希
- 山﨑康晃
- 大下佑馬
- 薮田和樹
- 藤岡裕大
- 板山祐太郎
- 宗接唯人
- 木浪聖也
- 髙橋遥人
- 北村拓己
- 頓宮裕真
- 中村稔弥
- 正隨優弥
- 伊藤優希
- グルラジャニ・ネイサン（中退）
- 河村説人（中退）
- 平内龍太
- 内間拓馬
- 矢野雅哉
- 岡留英貴
- 松本健吾
- 齋藤尊志（中退）
- 加藤竜馬
- 青山美夏人
- 松本晴
- 田中幹也
- 重松凱人
- 草加勝

### アマチュア野球選手
- 山田勝晴
- 森永悦弘
- 窪田欣也
- 林龍郎
- 坂田松一
- 竹桝和也
- 黒紙義弘
- 矢野隆司
- 高橋周司
- 高橋博昭
- 三原昇
- 森昌彦
- 中本浩
- 飯塚智広
- 中須賀諭
- 安田真範
- 山本浩司
- 金谷則幸
- 佐々木正詞
- 山木正博
- 大河原正人
- 竹内和也
- 片山純一
- 藤原将太
- 白倉キッサダー
- 本間篤史
- 平田ブルーノ
- 廣畑実
- 桝澤怜
- 水本弦
- 北村祥治
- 遠藤雅洋
- 山田義貴
- 近森雄太
- 川本祐輔
- 丸山高明
- 嘉陽宗一郎
- 山本卓弥

### アマチュア野球指導者
- 内田俊雄（亜細亜大学第5代監督・拓殖大学元監督）
- 生田勉（亜細亜大学第6代監督）
- 徳田紀之（亜細亜大学コーチ）
- 北口正光（東京農業大学監督、松下電器元監督）
- 岩本紘一（米子東高校元監督）
- 太田弘昭（寒川高校監督、京都翔英高校、高知中央高校元監督）
- 大輪弘之（武蔵工大第二高校元監督）
- 小田大介（神村学園高等部監督）
- 森田剛史（佐賀商業高校監督、神埼清明高校元監督）
- 米山学（加藤学園高校監督）
- 永井浩二（オイスカ浜松国際高校監督、常葉大学浜松キャンパス（旧・浜松大学）元監督、ニューヨーク・メッツ元ブルペン捕手）
- 橋本哲也（中京校監督、NTT西日本元コーチ・元監督・元ゼネラルマネジャー）
- 豊田浩之（岩倉高校監督・元部長・元コーチ、北陸大谷高校（現・小松大谷高校）元コーチ）

### その他
- 川島英夫（トレーナー、株式会社メジャー・トレーナーズ社長）
- 阿久津浩之（競輪選手、在学中の一時期に硬式野球部に所属）
- 土生敦弘（競輪選手、中退）
- 小山翔吾（歌手）

## 関係者
野球部部長
- 栗田充治（第7代部長、亜大元学長。東大卒）
- 大島正克（第9代部長、亜大元学長。早大卒）

野球部監督
- 生原昭宏（第3代監督、LAドジャース元球団職員。早大卒）
- 矢野祐弘（第4代監督、西条高校元監督。立大中退）
- 正村公弘（第8代監督、八戸学院大学元監督。東海大卒）